# Мелкумов Левон Миколайович
Левон Миколайович Мелкумов (18 січня 1924, місто Самарканд, тепер Узбекистан — 17 грудня 2006, місто Москва, Російська Федерація) — радянський діяч органів державної безпеки, голова КДБ Узбецької РСР, генерал-лейтенант. Депутат Верховної ради Узбецької РСР. Депутат Верховної Ради СРСР 10-го скликання.

## Біографія
Народився в родині торгового працівника. У травні 1942 року закінчив середню школу.
З червня 1942 до листопада 1945 року служив у Червоній армії. У вересні 1942 — березні 1943 року — курсант Серпуховського військово-авіатехнічного училища в місті Кизил-Орда Туркестанського військового округу. У березні 1943 — березні 1945 року — помічник командира взводу, комсорг стрілецького батальйону 32-го навчального стрілецького полку 40-ї стрілецької дивізії Південно-Уральського військового округу.
Член ВКП(б) з листопада 1944 року.
У березні — листопаді 1945 року — помічник командира навчального взводу Саратовського військово-політичного училища Приволзького військового округу.
У листопаді 1945 року демобілізований, вступив на планово-економічний факультет Самаркандського сільськогосподарського інституту (з 1946 року — Узбецького інституту народного господарства в Самарканді), був обраний незвільненим секретарем комітету комсомолу інституту.
У липні 1949 — квітні 1950 року — секретар Самаркандського обласного комітету ЛКСМ Узбекистану із кадрів.
З квітня 1950 до липня 1952 року навчався у Вищій школі МДБ СРСР.
У липні 1952 — березні 1960 року — начальник відділень 2-го відділу МДБ (МВС, КДБ при РМ) Узбецької РСР. У березні — травні 1960 року — заступник начальника 1-го відділу 2-го Управління КДБ при РМ Узбецької РСР.
У травні 1960 — жовтні 1966 року — заступник начальника УКДБ при РМ Узбецької РСР по Самаркандській області.
У 1966 — квітні 1968 року — заступник начальника, в квітні 1968 — червні 1970 року — начальник 2-го Управління КДБ при РМ Узбецької РСР.
У червні 1970 — березні 1978 року — заступник, 1-й заступник голови КДБ при РМ Узбецької РСР.
2 березня 1978 — 24 серпня 1983 року — голова КДБ Узбецької РСР.
У листопаді 1983 — грудні 1986 року — заступник керівника Представництва КДБ СРСР при Федеральному Міністерстві внутрішніх справ Чехословацької Соціалістичної Республіки. З червня 1987 року — в чинному резерві КДБ СРСР.
У листопаді 1988 — серпні 1991 року — радник при голові Державного комітету СРСР з гідрометеорології та контролю природного середовища.
З вересня 1991 року — на пенсії в Москві.
Помер 17 грудня 2006 року в Москві.

## Звання
- майор (1956)
- підполковник (1960)
- полковник (1966)
- генерал-майор (15.12.1972)
- генерал-лейтенант (1981)

## Нагороди
- орден Червоного Прапора
- орден Трудового Червоного Прапора
- орден Червоної Зірки
- медалі
- знак «Почесний співробітник держбезпеки» (23.12.1957)